# Daniel Federspiel
Daniel Federspiel (Imst, 21 april 1987) is een Oostenrijks voormalig wielrenner die tussen 2021 2024 reed voor Team Felt Felbermayr.

## Carrière
Fiederspiel heeft op het podium gestaan tijdens het Oostenrijks kampioenschap in zowel het baanwielrennen, wegwielrennen, veldrijden als het mountainbiken. Internationaal behaalde hij zijn beste resultaten in het mountainbike onderdeel eliminator. In deze discipline won hij het Wereldkampioenschap in 2015 en 2016 en het Europees kampioenschap in 2013 en 2014.

## Palmares

### Mountainbike
2005
 Oostenrijks kampioenschap, cross country, junioren
2007
 Oostenrijks kampioenschap, marathon
2012
 Wereldkampioenschap, eliminator
2013
Wereldbeker Albstadt, eliminator
Wereldbeker Val di Sole , eliminator
 Europees kampioenschap, eliminator
 Wereldkampioenschap, eliminator
2014
 Europees kampioenschap, eliminator
2015
 Wereldkampioenschap, eliminator
2016
 Wereldkampioenschap, eliminator
 Europees kampioenschap, eliminator
2017
 Oostenrijks kampioenschap, eliminator
 Europees kampioenschap, eliminator
2018
Wereldbeker Graz, eliminator

### Wegwielrennen
2020
 Oostenrijks kampioenschap

### Veldrijden
2005
 Oostenrijks kampioenschap, junioren
2006
 Oostenrijks kampioenschap, beloften
2007
 Oostenrijks kampioenschap, beloften
2014
 Oostenrijks kampioenschap
2016
 Oostenrijks kampioenschap
2017
 Oostenrijks kampioenschap
2018
 Oostenrijks kampioenschap
2020
 Oostenrijks kampioenschap

### Baanwielrennen
2011
 Oostenrijks kampioenschap 1km tijdrit